# 羅爾 (亞利桑那州)
羅爾（英語：Roll）是位於美國亞利桑那州尤馬縣的一個非建制地區。該地的面積和人口皆未知。

## 地理
羅爾的座標為32°45′06″N 113°59′21″W / 32.75167°N 113.98917°W，而該地的平均海拔高度為80米（即262英尺）。